# Спасов, Виктор Иванович
Ви́ктор Ива́нович Спа́сов (укр. Віктор Іванович Спасов; 19 июля 1959, Сталино — 15 августа 2005, Киев) — советский украинский легкоатлет, специалист по прыжкам с шестом. Выступал за сборную СССР по лёгкой атлетике в 1977—1987 годах, чемпион Европы в помещении, чемпион Европы среди юниоров, победитель всемирной Универсиады, победитель и призёр первенств всесоюзного значения. Представлял город Киев, Вооружённые Силы и спортивное общество «Буревестник». Мастер спорта СССР международного класса (1982). Спортивный педагог.

## Биография
Виктор Спасов родился 19 июля 1959 года в Сталино, Украинская ССР.
Начал заниматься лёгкой атлетикой в 1971 году в Донецке, позже проходил подготовку в Киеве под руководством заслуженного тренера Украинской ССР Юрия Львовича Коблякова, выступал за Вооружённые Силы и добровольное спортивное общество «Буревестник».
Впервые заявил о себе в прыжках с шестом на международном уровне в сезоне 1977 года, когда вошёл в состав советской сборной и выступил на домашнем юниорском европейском первенстве в Донецке, где с результатом 5,30 превзошёл всех соперников, в том числе на 10 см опередил ставшего вторым швейцарца Феликса Бёни, и тем самым завоевал золотую медаль.

Нашим главным героем стал некто Виктор Спасов — чемпион по прыжкам с шестом. Вот у него была яростная борьба со швейцарцем, которого мы презрительно называли «Самоделкиным» — из-за креста на левой стороне груди. Спасов победил, и мы сидели рядом, на северной трибуне, под табло, и эта победа наполнила нас настоящим счастьем. Победная высота составила 5,30. Это было бы смешно, не будь так давно…
— Евгений Ясенов
В 1981 году стал бронзовым призёром на зимнем чемпионате СССР в Минске, одержал победу на летнем чемпионате СССР в Москве, показав при этом лучший результат в истории чемпионата — 5,60 метра.
В 1982 году получил серебро на зимнем чемпионате СССР в Москве, с всесоюзным рекордом и рекордом Европы 5,70 метра победил на чемпионате Европы в помещении в Милане, был лучшим на чемпионате СССР по прыжку с шестом в Ташкенте, опередив с небольшим отрывом 18-летнего Сергея Бубку. По итогам сезона удостоен почётного звания «Мастер спорта СССР международного класса».
На чемпионате СССР 1985 года в Ленинграде с результатом 5,60 стал вторым позади Василия Бубки.
В июне 1987 года на соревнованиях в Киеве установил свой личный рекорд в прыжках с шестом на открытом стадионе — 5,70 метра. Будучи студентом, представлял Советский Союз на Универсиаде в Загребе — здесь показал лучший среди всех участников результат 5,65 и завоевал золото. По окончании этого сезона завершил спортивную карьеру.
Окончил Киевский государственный институт физической культуры, где впоследствии работал преподавателем на кафедре лёгкой атлетики.
Умер 15 августа 2005 года в Киеве в возрасте 46 лет.